# Dinopsyllus titan
Dinopsyllus titan är en loppart som beskrevs av Hubbard 1963. Dinopsyllus titan ingår i släktet Dinopsyllus och familjen mullvadsloppor. Inga underarter finns listade i Catalogue of Life.